# Sierra de los Hombres
La sierra de los Hombres o del Dobra es un subsistema montañoso perteneciente a la sierra del Escudo de Cabuérniga (Cantabria, España). Su cumbre más alta e importante es el Pico Dobra (605,1 m), también conocido como La Capía, que en su punto más alto hace frontera entre los municipios de Puente Viesgo, San Felices de Buelna y Torrelavega. Otra de sus montañas más relevantes es el monte Castillo en Puente Viesgo (355 metros). Ambos picos albergan distintos yacimientos arqueológicos. El Castillo, por ejemplo, alberga importantes cuevas con valioso arte rupestre.